# William Thomas Stearn
William Thomas Stearn (Cambridge, Inglaterra, 16 de abril de 1911-Londres, 9 de mayo de 2001) fue un botánico inglés. Fue muy reconocido como experto en la historia de la botánica y en los idiomas clásicos. Su obra es ampliamente leída, a través principalmente de su Diccionario etimológico de nomenclatura binominal en latín de plantas de jardín, el más conocido de su tipo. Así, entre los colegas, su Botanical Latin, ya en su cuarta edición (1995), es una referencia estándar.[cita requerida]

## Honores
Fue presidente de la Sociedad Linneana, y en 1976 fue galardonado con la "Medalla de Oro" (hoy medalla linneana). En 1993, recibió la medalla Engler de oro. Y en 2000, el Asa Gray Award, el mayor honor de la Sociedad Estadounidense de Taxónomos Vegetales. Al momento de su deceso, apareció su obituario en el
Daily Telegraph, en el Guardian y en el Times. Véase también en Necrológica en el Real Jardín Botánico de Kew.

## Algunas publicaciones
- The Art of Botanical Illustration. 1950, con Wilfrid Blunt. Collins, Lond. 1950. 9.ª ed. Antique Collectors' Club, 1994
- An introduction to the 'Species Plantarum' & cognate botanical works of Carl Linnaeus. Reimpreso, Ray Society, 1957
- Allium. Flora Europaea 5: 49–69, 1980
- Botanical Latin. Cuatro eds. 1966-92
- The Natural History Museum at South Kensington. 1981
- Stearn's dictionary of plant names for gardeners. Cassell, 1992

- La abreviatura «Stearn» se emplea para indicar a William Thomas Stearn como autoridad en la descripción y clasificación científica de los vegetales.[1]